# Похороните меня за плинтусом (фильм)
«Похороните меня за плинтусом» — российский фильм, снятый по мотивам одноимённой повести Павла Санаева. Вышел на широкий экран 3 декабря 2009 года. Премьера фильма на телевидении состоялась 6 февраля 2011 года на Первом канале.
В отличие от книги, фильм сосредоточен вокруг дня рождения Александра Савельева. Таким образом, за пределами фильма остались многие яркие эпизоды книги. На роль бабушки претендовали Лидия Федосеева-Шукшина, Елена Санаева и Эра Зиганшина.

## Сюжет
Сюжет фильма в целом совпадает с сюжетом повести. Действия картины лишь сжаты во времени и охватывают два дня. Восьмилетний Саша Савельев живёт с бабушкой и актёром-дедушкой. Мальчика не отдают маме. Бабушка заботится о часто болеющем внуке и воспитывает его с безумной любовью, которая постепенно превращается в настоящую тиранию.

## В ролях
- Александр Дробитько — Саша Савельев (прототип — Павел Санаев)
- Светлана Крючкова — Нина Антоновна Савельева, злая бабушка Саши (прототип — Лидия Санаева)
- Алексей Петренко — Семён Михайлович Савельев, дедушка Саши, муж/вдовец Нины Антоновны (прототип — Всеволод Санаев)
- Мария Шукшина — Ольга, мать Саши, дочь Нины Антоновны и Семёна Михайловича (прототип — Елена Санаева)
- Константин Воробьёв — Анатолий, художник, фактический муж Ольги (прототип — Ролан Быков)
- Валерий Кухарешин — Аарон Моисеевич, гомеопат
- Маргарита Бычкова — Галина Сергеевна, врач Саши
- Анатолий Дзиваев — грузин в кафе
- Надежда Рязанцева — буфетчица
- Роман Грибков — ГАИшник
- Лиана Жвания — консьержка
- Лариса Добровольская — соседка в подъезде
- Денис Кириллов — хозяин автомобиля

## Отзывы
Павел Санаев планировал выступить в роли режиссёра, но затем передумал. Санаев заявил, что из его повести сделали «чернуху, в которой бабушка ненавидит внука и всячески сживает его со свету».

«Читавшим „Похороните меня за плинтусом“ людям не надо объяснять, что это не так. Прекрасная актриса Светлана Крючкова, к сожалению, играет бабушку на одной ноте — давит и давит»…

Светлана Крючкова в ответ на критику утверждает, что многие сцены фильма были вырезаны по воле продюсеров:

«Часть сыгранного по воле продюсеров не вошла в фильм. Некоторые сцены убрали неправомерно. Там были очень нежные сцены, где бабушка не только кричит. … Также не вошли в фильм внезапные переключения в настроении этой женщины. Ведь сумасшедший человек всегда конкретен, но одна его конкретика не соотносится с другой. Я долго боролась за несколько сцен, но, увы, меня не послушали».

Утверждение Крючковой подтверждается множеством внесъёмочных фотографий, показывающих, что из фильма действительно было вырезано очень много эпизодов, которые делали фильм ближе к книге.

## Награды
- 2009 — Участник основного конкурса «Кинотавр 2009».
- 2009 — Фильм-закрытие на кинофестивале «Окно в Европу».
- 2009 — Лучшая женская роль (Светлана Крючкова) на фестивале «Московская премьера».
- 2010 — Победитель премии «Ника» за 2009 год в номинациях «Лучшая женская роль» (Светлана Крючкова) и «Лучшая женская роль второго плана» (Мария Шукшина).